# Juan José Narvaiza Ibarbia

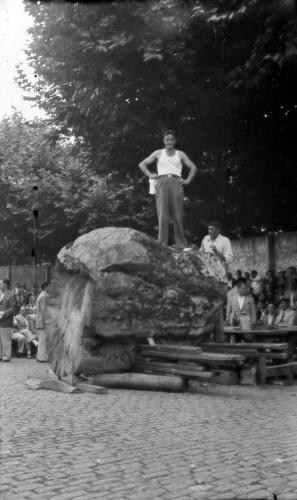
Luxia en 1949.

Juan José Narvaiza Ibarmia, más conocido por el apodo de Luxia (en euskera "El Largo"), ya que físicamente era alto y delgado, (Azcoitia, 1921) fue un aizcolari (cortador de troncos). Fue el dominador de esta especialidad deportiva durante la década de 1950.

## Biografía
Juan José Narvaiza era natural del caserío Zabaleta-Azpikoa del barrio de Urrategui en Azcoitia (Guipúzcoa), donde nació en 1921. Narvaiza se crio en el caserío de su familia dedicado a las labores propias del mismo (criar ganado, recolectar hierba, cortar leña, etc.) Poseía unas características físicas que le hacían especialmente apto para el deporte de corte de troncos (denominado en Euskal Herria aizkolaritza) ya que tenía una gran estatura (1,90 m), una gran envergadura y una gran fortaleza. El apodo por el que fue conocido Luxia, significa en el dialecto local del euskera el largo y era motivado por su gran altura, poco habitual en aquella época.
Su debut como aizkolari se produjo en 1948 en su localidad natal. Tras una serie de competencias por parejas y un primer desafío que le enfrentó a "Kortaberri", un industrial eibarrés llamado Iturrino, consciente del potencial atlético del aizcolari, le propuso convertirse en su apoderado. Bajo la dirección de Iturrino, Luxia comenzó a entrenarse siguiendo métodos modernos de entrenamiento y también a hacerse un pequeño nombre en el universo de los aizcolaris. Destacó entre ellas, como apuesta curiosa, la del Airoko Pago de Deva, un tronco de haya de 2,10 m de diámetro, que una cuadrilla de leñadores de Nabarniz (Vizcaya) había cortado. El 24 de julio de 1949 Luxia intentó cortar él solo el enorme tronco pero tuvo que retirarse ante el asfixiante calor sin acabar el trabajo, perdiendo de esta manera las 50.000 pesetas cruzadas en la apuesta con los leñadores. 

### Luxía se convierte en el campeón de aizcolaris
En el verano de 1950 se organizó en San Sebastián un campeonato de aizcolaris que fue pomposamente bautizado como Campeonato de España de Aizkolaris; en él participaron las tres máximas figuras del momento, los guipuzcoanos "Arriya" y "Korta" y el navarro Garciarena, junto a otro aizkolari navarro menos conocido, Juan Baleztena. Aquel campeonato se planteó como un duelo Navarra-Guipúzcoa por la supremacía en el deporte del hacha. Los navarros mostraron su superioridad obteniendo los dos primeros lugares y Garciarena se alzó con el título de campeón de España. Esa situación fue hábilmente aprovechada por Luxia y su promotor para lanzar la carrera del aizcolari de Azcoitia. Negándose a aceptar la supremacía de los navarros en este deporte y erigiéndose en defensores del orgullo guipuzcoano, orquestaron una campaña en los medios y la opinión pública que acabó propiciando un desafío entre el vigente campeón de España Garciarena y Luxia. El desafío se concertó para el 29 de octubre de 1950 en la Plaza de Toros del Chofre, de San Sebastián. Los contendientes se jugaron medio millón de pesetas de la época al corte de 4 troncos de 72 pulgadas y otros 4 de 80.
El desafío Garciarena-Luxia fue uno de los momentos cumbre de la historia de este deporte. La plaza de toros estaba llena a rebosar y el dinero de los apostantes de partida salía claramente a favor de Garciarena. Ambos contendientes llevaron lotes de madera de características muy diferentes; el navarro madera muy dura y más blanda el guipuzcoano, que dispusieron alternativamente en la plaza. Durante los primeros tres troncos Luxia sacó una clara ventaja al favorito aventajándole en dos minutos y medio ante la sorpresa general, que no esperaba tal ventaja a pesar de que Garciarena era un aizcolari que solía empezar siempre lento. Garciarena comenzó a remontar en el cuarto tronco, pero el guipuzcoano logró aguantar el tirón del navarro en los troncos sexto y séptimo, llegando al último todavía con una ventaja de 46 segundos. En el último tronco Garciarena parecía haber remontado a su rival, pero cuando parecía que estaba a punto de acabar, en el último momento, se volvió de lado para atacar el tronco desde el otro lado. Parece ser que esos segundos preciosos perdidos dieron la suficiente ventaja a Luxia para acabar primero. Garciarena abandonó la prueba sin acabar de cortar el último tronco, pero algunos espectadores probaron a cortarlo y verificaron que apenas le faltaban una decena o docena de golpes para acabar el trabajo, apenas 10 segundos. La derrota de Garciarena supuso una decepción para la afición navarra que había perdido mucho dinero en las apuestas, tras la que aparecieron nada veladas acusaciones de tongo, dirigidas más que contra Garciarena, contra la figura de su enseñador Antonio Eizaguirre "Armalo", quien en última instancia había ordenado a su pupilo la desafortunada maniobra que probablemente causó su derrota. Luxia tuvo así el honor de recuperar para Guipúzcoa el honorífico cetro que se había perdido en el verano, lo que le aupó hasta el puesto de número uno de los aizkolaris.

### Luxia en la cumbre
En los siguientes años "Luxia" fue considerado el número uno de los aizcolaris. Desaparecido de escena Garciarena, que permanecía prácticamente recluido en su caserío, el único rival que se le enfrentó en esos años fue Yurrebaso, aizcolari de Villarreal de Urrechua contra el que compitió hasta en tres ocasiones aunque sin mediar apuestas, primero en diciembre de 1950 ganando Yurrebaso en su localidad natal y luego en mayo y agosto de 1951, donde se impuso Luxia. 
Tras dos años Garciarena fue finalmente convencido para que afrontara la revancha contra Luxia. La revancha se ventilaría el 7 de diciembre de 1952, en el mismo escenario de la Plaza de Toros de San Sebastián y ante la misma tarea que en el desafío de 1950. La novedad, para evitar cualquier tipo de suspicacias; los aizcolaris competirían sin enseñadores ni botilleros. Este nuevo encuentro suscitó una enorme espectación y 16.000 espectadores de pago se dieron cita en la Plaza del Chofre. Sin embargo este segundo desafío no tuvo ni de largo la igualdad del anterior. Luxia aventajaba ya en casi seis minutos a mitad de la realización del trabajo. Al final, Garciarena, sangrando de la mano, se retiró antes de acometer el último tronco cuando ya tenía el desafío perdido. 
A pesar de la diferencia de edad (Luxia superaba la treintena por los 24 del navarro), el primero estaba sometido a un entrenamiento deportivo y dietético moderno como el que correspondía a un deportista de élite, mientras que el segundo seguía métodos tradicionales de preparación a base de excesos dietéticos que acabaron con su forma. 
En los seis años siguientes ningún rival se atrevió a desafiar al de Azcoitia, que se limitaba a participar en exhibiciones (duelos sin apuestas de por medio), frente a parejas o en alguna ocasión, frente a su habitual rival Yurrebaso, siempre en distancias que eran favorables al aizcolari de Villarreal de Urrechua. En 1953 disputó un desafío Navarra-Guipúzcoa por parejas en el que perdió la pareja guipuzcoana, formada por Luxia y Corta.
Se considera que el reinado de "Luxia" se prolongó hasta la primavera de 1959. Una nueva figura del hacha surge por aquel entonces en Navarra, Ramón Latasa, que venía compitiendo federado desde 1954. La fijación del desafío en la cumbre se retrasó mucho tiempo, dado que "Luxia" era reticente a encarar la preparación necesaria para un desafío de verdad. Finalmente se fijó en julio de 1958 para nueve meses más tarde, el 26 de abril de 1959, en la plaza de toros de San Sebastián. La apuesta se cerró por medio millón de pesetas por cada parte a un trabajo de 14 troncos de 54 pulgadas y 2 de 110 pulgadas. En los troncos más pequeños los aizkolaris podían utilizar un enseñador; no así en los de 110 pulgadas. Fue otro evento que trajo gran espectación; no en vano se reunieron en la plaza 17.890 espectadores, la mayor cantidad de espectadores jamás registrada en un encuentro de aizkolaris, aunque fuentes de la época llegaron a hablar de 25.000.
Esta vez "Luxia" fue superado por su rival en un desafío que se mantuvo bastante igualado hasta 3/4 de la prueba, cuando el navarro se destacó claramente precisamente en el corte del tronco de 110 pulgadas, teóricamente más favorable al guipuzcoano. En la recta final, el guipuzcoano trató de recortar la distancia, pero no pudo hacerlo, imponiéndose el navarro al realizar el trabajo en 115 minutos y 53 segundos, casi 5 menos que su rival.